# Mleczaj żółtawy

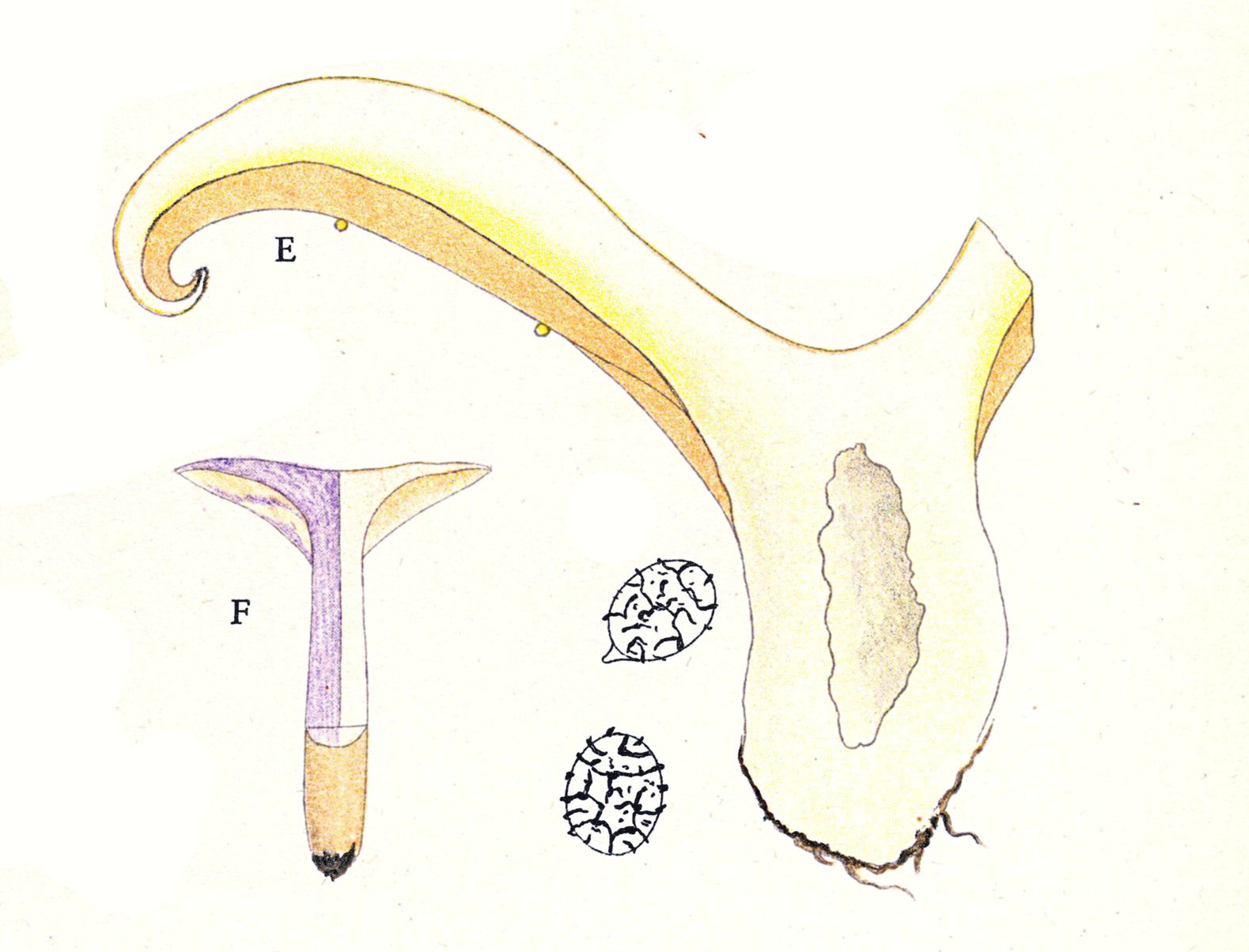

Mleczaj żółtawy (Lactarius aspideus (Fr.) Fr.) – gatunek grzybów należący do rodziny gołąbkowatych (Russulaceae).

## Systematyka i nazewnictwo
Pozycja w klasyfikacji według Index Fungorum: Lactarius, Russulaceae, Russulales, Incertae sedis, Agaricomycetes, Agaricomycotina, Basidiomycota, Fungi.
Gatunek Lactarius aspideus został po raz pierwszy zdiagnozowany taksonomicznie przez Eliasa Friesa (jako Agaricus aspideus) w drugim tomie „Observationes mycologicae” z 1818 r. Do rodzaju Lactarius został przeniesiony przez tego samego autora w „Epicrisis systematis mycologici” z 1838 r.
Niektóre synonimy naukowe:
- Agaricus aspideus Fr. 1818
- Lactarius uvidus var. aspideus (Fr.) Quél. 1886
- Lactifluus aspideus (Fr.) Kuntze 1891

Nazwę polską podała Alina Skirgiełło w 1998 r.

## Morfologia
Wytwarza naziemne owocniki złożone z kapelusza i trzonu, których miąższ zbudowany jest z kulistawych komórek (sferocytów) powodujących ich specyficzną kruchość i nieregularny przełom. Kapelusz średnicy 5–10 cm, żółty, mięsisty, płaski z wgłębieniem, u młodych owocników z filcowatym brzegiem. Hymenofor blaszkowy, blaszki białawe, przebarwiające się purpurowo-fioletowo po uszkodzeniu. Trzon cylindryczny, o długości ok. 5 cm, grubości powyżej 1,2 cm, przy podstawie rozszerzony, pusty w środku, o filcowatej i nieco lepkiej powierzchni. Miąższ białawy, po przełamaniu przebarwiający się fioletowo, wydzielający białe, również fioletowiejące po wyschnięciu mleczko.

## Występowanie i siedlisko
Występuje w Ameryce Północnej, Europie i Azji. Najwięcej stanowisk podano w Europie. W Polsce gatunek rzadki. Do 2003 r. podano w piśmiennictwie mykologicznym tylko 4 jego stanowiska: w Komasówce, Krakowie, Ojcowskim Parku Narodowym i Pienińskim Parku Narodowym, ale w późniejszych latach podano wiele nowych stanowisk. Znajduje się na Czerwonej liście roślin i grzybów Polski. Ma status V – narażony na wymarcie. Znajduje się na listach gatunków zagrożonych także w Austrii, Czechach, Niemczech, Danii, Holandii, Szwecji.
Naziemny grzyb mykoryzowy. Występuje w lasach liściastych, na ziemi, pod wierzbami, olszami i brzozami. Owocniki wytwarza od lipca do października.